# Luxemburgs voetbalkampioenschap 2013/14
De Nationaldivision 2013/14 is het 100ste seizoen in de hoogste Luxemburgse voetbalafdeling, opgericht in 1913. 
Het seizoen begon met 14 clubs, waaronder de 12 beste ploegen van vorig seizoen met FC Progrès Niedercorn dat zich via de play-offs verzekerde van het behoud. De Nationaldivision werd verder aangevuld met de twee beste ploegen van vorig seizoen uit de Promotion d'Honneur: US Rumelange en FC Swift Hesperange. CS Pétange en Union 05 Kayl-Tétange zakten naar de Promotion d'Honneur.

## Eindstand
| №  | Club               | WG | W  | G  | V  | DV | DT | +/– | Punten |
| -- | ------------------ | -- | -- | -- | -- | -- | -- | --- | ------ |
| 1  | F91 Dudelange      | 26 | 19 | 4  | 3  | 64 | 21 | +43 | 61     |
| 2  | Fola Esch          | 26 | 18 | 5  | 3  | 53 | 19 | +34 | 59     |
| 3  | FC Differdange 03  | 26 | 17 | 0  | 9  | 53 | 23 | +30 | 51     |
| 4  | Jeunesse Esch1     | 26 | 11 | 10 | 5  | 47 | 35 | +12 | 43     |
| 5  | Progrès Niedercorn | 26 | 11 | 9  | 6  | 33 | 26 | +7  | 42     |
| 6  | Etzella Ettelbruck | 26 | 9  | 5  | 12 | 44 | 46 | -2  | 32     |
| 7  | UN Käerjeng 97     | 26 | 9  | 5  | 12 | 32 | 34 | -2  | 32     |
| 8  | CS Grevenmacher    | 26 | 8  | 8  | 10 | 27 | 34 | -7  | 32     |
| 9  | FC Wiltz 71        | 26 | 9  | 4  | 13 | 40 | 53 | -13 | 31     |
| 10 | Jeunesse Canach    | 26 | 8  | 6  | 12 | 27 | 42 | -15 | 30     |
| 11 | US Rumelange       | 26 | 6  | 10 | 10 | 25 | 36 | -11 | 28     |
| 12 | RM Hamm Benfica    | 26 | 6  | 6  | 14 | 31 | 46 | -15 | 24     |
| 13 | Swift Hesperange   | 26 | 4  | 8  | 14 | 22 | 51 | -29 | 20     |
| 14 | Racing FC Union    | 26 | 4  | 6  | 16 | 22 | 54 | -32 | 18     |

1 Omdat FC Differdange 03 de Luxemburgse voetbalbeker won en zich daarmee plaatste voor de Europa League, schoof diens ticket voor de derde plaats door naar de volgende in de stand, Jeunesse Esch.
|  | Kwalificatie voor de tweede voorronde van de Champions League            |
|  | Kwalificatie voor de eerste voorronde van de Europa League               |
|  | Bekerwinnaar. Kwalificatie voor de eerste voorronde van de Europa League |
|  | Degradatie play-off                                                      |
|  | Degradatie naar de Éirepromotioun                                        |

## Degradatie play-off
De nummer twaalf van de Nationaldivisioun (RM Hamm Benfica) speelt een play-off tegen de nummer drie van de Éirepromotioun (US Mondorf-les-Bains) om één plaats in de Nationaldivisioun 2014/15.
|                   |                 |       |                      |                                  |
| 24 mei 2014 17:30 | RM Hamm Benfica | 0 – 0 | US Mondorf-les-Bains | Stade Alphonse Theis, Hesperange |
| 24 mei 2014 17:30 |                 |       |                      | Stade Alphonse Theis, Hesperange |
| 24 mei 2014 17:30 | Strafschoppen   |       |                      | Stade Alphonse Theis, Hesperange |
| 24 mei 2014 17:30 | 4 – 5           |       |                      | Stade Alphonse Theis, Hesperange |

US Mondorf-les-Bains promoveert naar de Nationaldivisioun. RM Hamm Benfica degradeert naar de Éirepromotioun.

## Statistieken

### Topscorers
- In onderstaand overzicht zijn alleen de spelers opgenomen met tien of meer treffers achter hun naam.

| № | Naam              | Club              | Goals | Pen. | Duels | Gem. |
| - | ----------------- | ----------------- | ----- | ---- | ----- | ---- |
| 1 | Sanel Ibrahimović | Fola Esch         | 22    |      |       |      |
| 2 | Julien Jahier     | F91 Dudelange     | 21    |      |       |      |
| 3 | Edis Osmanović    | FC Wiltz 71       | 15    |      |       |      |
| 4 | Omar Er Rafik     | FC Differdange 03 | 13    |      |       |      |

Nationale competities:
Albanië · Andorra · Armenië · België · Bosnië en Herzegovina · Bulgarije · Cyprus · Denemarken · Duitsland · Engeland · Estland ('13 '14) · Faeröer ('13 '14) · Finland ('13 '14) · Frankrijk · Gibraltar · Griekenland · Hongarije · IJsland ('13 '14) · Ierland ('13 '14) · Israël · Italië · Kazachstan ('13 '14) · Kroatië · Letland ('13 '14) · Litouwen ('13 '14) · Luxemburg · Macedonië · Malta · Moldavië · Montenegro · Nederland · Noord-Ierland · Noorwegen ('13 '14) · Oekraïne · Oostenrijk · Polen · Portugal · Roemenië · Rusland · San Marino · Schotland · Servië · Slovenië · Slowakije · Spanje · Tsjechië · Turkije · Wales · Zweden · Zwitserland
Europese competities: Super Cup 2014 · Champions League · Europa League
2009/10 ·
2010/11 ·
2011/12 ·
2012/13 ·
2013/14 ·
2014/15 ·
2015/16 ·
2016/17 ·
2017/18 ·
2018/19 ·
2019/20 ·